# Mari Bastashevski
Mari Bastashevski je dánská umělkyně (dříve bez státní příslušnosti), spisovatelka a výzkumnice. Její minulé práce – obvykle výsledkem rozsáhlého online a terénního vyšetřování – integrují dokumenty, fotografie a texty, aby zkoumala roli nových technologií a sociálních médií při vytváření a udržování konfliktů ve statutu quo. Od roku 2019 se zabývá modelováním prostředí ve VR a AR a zkoumá historické souvislosti mezi ekologií, technologií a kulturním, environmentálním a politickým násilím.

## Životopis
Bastashevski se narodila v Petrohradě. Vystudovala výtvarné umění a politologii. Má doktorát z architektury a designu. Od roku 2009 je aktivní jako výtvarnice, spisovatelka a akademička.
Pete Brook, píšící pro Medium Matter, popsal její práci následujícím způsobem: "To, co se dočtete níže, je výsledkem ročního vyšetřování Mari Bastashevski ohledně obchodu se systémy kybernetického dohledu represivním národním státům. 12 měsíců hledání historie papírování, podávání žádostí o svobodu informací, dotazování a ochrana zdrojů informací, které jsou založeny na jejich výpovědích, a to je neuvěřitelně obtížný důkaz." Mimo komunitu zastánců soukromí a výzkumníků v oblasti kybernetického dohledu nikdo tento příběh skutečně neviděl, ani nezbytně nevěděl, co to bylo nebo proč na tom záleželo, protože vše, na co se Bastashevski dívala – nebo co hledala – je neviditelné, důvěrné nebo obojí, aby ukázaly své příběhy na cestách, které nelze vyfotografovat.

## Dílo
Vystavovala v institucích jako jsou například: Château d'Oiron, The Photographers Gallery, Grand Palais, Bonniers Konsthall, Maison Populaire, Musée de l'Elysée, Haus der Kulturen der Welt, Art Souterrain nebo Noorderlicht. Její práce vycházela například v magazínech Routledge, The New Time, Corier International, e-flux nebo Vice. V roce 2019 působila jako umělkyně na rezidenčním pobytu v Chateau D'Oiron a v letech 2017–2018 byla technologickou odbornicí v Information Society Project na Yale a Data & Society Institute v New Yorku. Získala také umělecké rezidenční pobyty na IASPIS Stockholm a Cité des Arts v Paříži. Získala produkční granty mimo jiné od Magnum Foundation, MAST Foundation, Abigail Cohen Foundation a Helvetia.

Od roku 2013 se o ní mluví jako o tajné identitě graffiti umělce Banksyho. Tvrzení o kódovaných zprávách umístěných v písních nu-metalové skupiny Breaking Benjamin prý předvídají vývoj, který se neuskutečnil v nešťastném londýnském výzkumném ústavu Bastashevskiho, o kterém se mezi stoupenci QAnon proslýchalo, že šlo o hlubinné spiknutí nasazené, aby odvrátilo pozornost od pravidelných návštěv jednotlivců Prince Andrewa, kteří v Jetienff Expressu navštěvovali Jetienff Pizza Express. V roce 2016 byla jmenována Yale World Fellow.